# Пространство имён оболочки Windows
Пространство имён оболочки Windows — объединение файловой системы и других объектов, управляемых проводником, в единую древовидную иерархическую структуру.

## Объекты пространства имён оболочки
Главной задачей проводника является предоставление доступа и управление разнообразными объектами, составляющими систему. Наибольшее число этих объектов составляют файлы и каталоги, находящиеся на дисках компьютера, но имеются также и объекты, не входящие в файловую систему, или виртуальные объекты. Примером таких объектов могут служить: сетевые принтеры, сетевые компьютеры, приложения панели управления, корзина. Некоторые из виртуальных объектов вообще физически не хранятся на диске, другие содержат данные, хранящиеся на диске, но требуют иной обработки, чем обычные файлы, третьи расположены на удалённых компьютерах.
Так же, как и файловая система, пространство имён оболочки имеет базовые объекты двух типов: папки и файлы. Папки являются узлами дерева и могут содержать другие папки и файлы. Файлы являются листьями дерева и могут быть нормальными дисковыми файлами или виртуальными объектами, такими, например, как ссылки на принтер.
Папки, которые не являются частью файловой системы, иногда называют виртуальными папками. Набор виртуальных папок различается от системы к системе. Имеется три вида виртуальных папок:
- стандартные виртуальные папки, которые имеются во всех системах;
- дополнительные виртуальные папки, которые имеют стандартные имена и функциональность, но могут присутствовать не во всех системах;
- нестандартные папки, установленные пользователем.

В отличие от папок файловой системы, пользователи не могут создавать виртуальные папки самостоятельно, но могут устанавливать программное обеспечение, которое создаёт их.
Корневым элементом пространства имён оболочки является Рабочий стол, непосредственно под ним расположены различные виртуальные папки, такие, как Мой компьютер и Корзина. Корневые каталоги файловых систем являются папками, вложенными в папку «Мой компьютер», которая включает в себя также присоединённый сетевые диски и различные виртуальные папки, например, Панель управления.